# 裴鉴 (北朝)
裴鉴（？—？），字道徽，河东郡闻喜县（今山西省运城市闻喜县）人，出自河东裴氏的中眷裴第三房，北魏、东魏官员。

## 生平
裴鉴性格刚正不阿，有学识修养，先是出任临漳县县令，任官贫苦，当时的舆论称赞他，有白色的鸟雀等祥瑞。临漳小史樊逊进献《清德颂》十首，裴鉴非常赏识尊重樊逊，提拔樊逊出任主簿，将他推荐给右仆射崔暹。东魏武定末年，裴鉴出任司徒右长史，后来在廷尉卿任内去世，朝廷赠予东雍州刺史。

## 家庭

### 祖父
- 裴桃弓

### 父亲
- 裴夙，北魏河北郡太守

### 兄弟姐妹
- 裴范
- 裴昇之，东魏太尉掾

### 子女
- 裴泽，北齐尚书右丞、兼黄门侍郎